# Magda Andrade
Magda Andrade (Maracaibo, Venezuela, 11 de octubre de 1912 - París, Francia, 31 de enero de 1984) fue una pintora venezolana.

## Vida y Obra
Sobrina nieta del general Ignacio Andrade, presidente de Venezuela (1898-1899). Realizó estudios en la Academia de Bellas Artes; vivió en Buenos Aires hacia 1924 y posteriormente en París, después de 1935, donde estudió en la Academia de la Grande Chaumière, en el taller de André Lothe, donde pasó 4 años, en la academia de Othon Friesz y en los talleres de Marcel Grommaire y Marie Laurencin, que marcarán su estilo y preferencias plásticas. 
Dedicada al paisaje y al retrato, participó en la “Primera exposición internacional del arte plástico contemporáneo” (Museo de Arte Moderno de la Ciudad de París, 1954) y, en 1955, en la Bienal de São Paulo y la Bienal de Barcelona (España), entre muchas otras exposiciones. Su obra se caracteriza por situar a sus personajes en fondos monocromos, en tonalidades generalmente frías, para lograr una nota fantástica y onírica. Por otra parte, su trabajo como retratista siempre tuvo la aceptación de la sociedad venezolana. La Galería de Arte Nacional de Caracas posee de esta artista los óleos Puerto viejo de Saint-Tropez y Serenata.

## Exposiciones individuales
- 1943 Galería Denis, París
- 1949 Galería Delpierre, París
- 1950 Galería Raspail, París
- 1952 Galería Tebas, Madrid
- 1953 Galería Villa Ariani, Roma
- 1954 Galería Tronchet, París / Centro de Bellas Artes, Maracaibo / MBA / Galería Pont des Arts, París
- 1957 Sala Mendoza / Galería Pont des Arts, París
- 1959 Galería Pont des Arts, París / Galería Horn, Luxemburgo
- 1960 Galería Wildenstein, Nueva York / Galería La Galère, París
- 1963 Galería Sesat, Madrid
- 1966 Galería Rincón del Arte, Caracas
- 1968 Galería Rincón del Arte, Caracas
- 1970 Galería Rincón del Arte, Caracas
- 1971 Galería Sans-Souci, Caracas / Galería Sans-Souci, Caracas
- 1972 Centro de Bellas Artes, Maracaibo
- 1974 Galería Barbizon, Houston, Texas
- 1975 Galería Sans-Souci, Caracas
- 1978 Centro de Arte Alejandro Freites, Caracas
- 1979 Centro de Bellas Artes, Maracaibo
- 1980 Galería Bancofove, Barquisimeto
- 1981 Galería Siete Siete, Caracas

## Premios
- 1978 Medalla de plata, “Exposición internacional”, Palacio de los Papas, Aviñón, Francia

## Colecciones
- Galería de Arte Nacional (Caracas)
- Museo de Arte Moderno de la Ciudad de París
- Museo de Arte de Toledo, Ohio, Estados Unidos